# São Sebastião do Rio Verde
São Sebastião do Rio Verde este un oraș în Minas Gerais (MG), Brazilia.